# Thaumatichthys axeli
Espèce
Thaumatichthys axeli (synonymes : Galatheathauna axeli) est une espèce de poissons Lophiiformes de la famille des Thaumatichthyidae.
Alors que la plupart des Lophiiformes ont un leurre lumineux sur leur tête, le Taumatichthys axeli cache son leurre lumineux fourchu dans sa mâchoire remplie de dents acérées.